# Sphenarches nanellus
Sphenarches nanellus là một loài bướm đêm thuộc chi Lioptilodes, có ở Brasil và Peru. Ấu trùng ăn Eupatorium betonicaeforme. Loài bướm này bay vào tháng 3, tháng 5, và tháng 12, an dcó sải cánh khoảng 9-11 milimét.